# Phthiracarus torosus
Phthiracarus torosus är en kvalsterart som beskrevs av Rainer Willmann 1939. Phthiracarus torosus ingår i släktet Phthiracarus och familjen Phthiracaridae. Inga underarter finns listade i Catalogue of Life.